# Kazimiera Szczuka
Kazimiera Szczuka (sinh ngày 22 tháng 6 năm 1966 tại Warsaw) là một nhà sử học, nhà phê bình văn học, nhà nữ quyền và nhân vật truyền hình người Ba Lan, nổi tiếng từ chương trình truyền hình đố vui The Weakest Link phiên bản Ba Lan.

## Cuộc đời và sự nghiệp
Cha bà là ông Stanisław Szczuka, một luật sư và chính khách trong thời kỳ Cộng hòa Nhân dân Ba Lan, và mẹ bà Janina là một bác sĩ xuất thân từ gia đình Ba Lan-Do Thái. Bà là chắt của kỳ thủ cờ vua Szymon Winawer. Szczuka lấy bằng Thạc sĩ tại Đại học Warsaw dưới sự hướng dẫn của học giả Maria Janion.
Szczuka là thành viên của đảng chính trị Greens năm 2004, một người ủng hộ quyền lợi của cộng đồng LGBT và quyền lựa chọn của phụ nữ về khía cạnh nạo phá thai. Bà là thành viên của Programme Council thuộc tổ chức chính trị Green Institute.
Bà cũng là ban giám khảo của chương trình truyền hình Next Top Model và là chuyên gia của chương trình trò chơi Who Wants to Be a Millionaire? phiên bản Ba Lan. Vào tháng 9 năm 2022, Szczuka trở thành người dẫn chương trình nổi tiếng RMF FM Buổi nói chuyện buổi chiều (Popołudniowa rozmowa RMF FM) được phát sóng trên đài phát thanh RMF FM.

## Dư luận
Szczuka đã từng phàn nàn rằng "Họ ghét tôi bởi vì tôi theo chủ nghĩa nữ quyền và là người Do Thái - nhưng chủ yếu là vì tôi theo chủ nghĩa nữ quyền" trong một cuộc phỏng vấn cho tạp chí The New York Times và tờ International Herald Tribune.

## Tác phẩm chọn lọc
- Kopciuszek, Frankenstein i inne ("Cinderella, Frankenstein and Others"), Kraków, 2001
- Milczenie owieczek. Rzecz o aborcji, Warsaw, 2004
- Duża książka o aborcji (co-written with Katarzyna Bratkowska); Warsaw 2011
- Janion. Transe – traumy – transgresje. 1: Niedobre dziecię (co-written with Maria Janion; Warsaw 2012
- Janion. Transe – traumy – transgresje. 2: Profesor Misia (co-written with Maria Janion); Warsaw 2012